# Metagenese (Geologie)
Die Metagenese ist die Endphase der Entstehung von Kohlenwasserstoffen aus feinverteiltem organischen Material in Sedimenten. Diese Phase liegt zwischen der Katagenese und der Metamorphose. Der aus dem Griechischen stammende Begriff (μετα=nach und γένεσις=Entstehung) wurde 1969 von dem russischen Erdölgeologen Nikolai Vassoevich eingeführt.

## Abläufe bei der Metagenese
Bei der Ablagerung von Sedimenten werden organische Partikel wie Algen, Reste höherer Pflanzen und Bakterien eingebettet, die bei zu geringem Sauerstoffgehalt in den Porenwässern der Sedimente erhalten bleiben. Dieses organische Material wird als Kerogen bezeichnet und kennzeichnet bei Gehalten von mehr als 0,5 % ein Erdölmuttergestein. Zunächst wird bei tektonischer Versenkung und Temperaturen oberhalb 50 °C bei der Katagenese Erdöl aus dem Kerogen abgespalten. Bei weiter steigender Temperatur oberhalb 150 °C und einem lithostatischen Druck von mehr als 1500 bar Druck entweichen bei der Metagenese Methan und Kohlendioxid, die Hauptbestandteile von Erdgas, aus dem Kerogen. Gleichzeitig finden auch Veränderungen an den Mineralen statt, darunter die Abspaltung von Kristallwasser in Tonmineralen. Daher entspricht die Metagnese des organischen Materials der beginnenden Metamorphose (Anchimetamorphose) in Gesteinen mit silicatischen Mineralen. Bei noch höheren Temperaturen während der Metamorphose wird das Kerogen in kristallinen Graphit umgewandelt.

## Abgrenzung
Die genaue Abgrenzung zwischen Katagenese, Metagenese und Metamorphose wird mikroskopisch mit Hilfe des Reflexionsvermögens bestimmter organischer Partikel (Vitrinit) durchgeführt. Dabei nutzt man die Eigenschaft organischer Partikel, mit zunehmender Temperatur mehr Licht zu reflektieren. Die Metagenese ist als Bereich der Vitrinit-Reflexion zwischen 2,0 und 4,0 % definiert. 